# Ernst Vasovec
Ernst Josef Vasovec (* 21. September 1917 in Müglitz an der March; † 14. Dezember 1993 in Wien) war ein österreichischer Schriftsteller.

## Leben
Ernst Vasovec war der Sohn eines Fabrikangestellten, der aus Kärnten stammte und nach Mähren gezogen war. Seine leibliche Mutter starb, als er noch klein war. Er besuchte die Volks- und Bürgerschule in seiner mährischen Geburtsstadt Müglitz und übersiedelte 1931 mit seiner Familie nach Wien. Dort maturierte er 1937 an der Bundeslehrerbildungsanstalt in der Hegelgasse. Danach arbeitete er für kurze Zeit als Lehrer an der Knabenschule der Schulschwestern in Wien.
Mit seiner Ehefrau Luise Vasovec, die er 1938 heiratete, bekam er fünf Töchter. Krankheitsbedingt wurde er nicht zum Militärdienst zugelassen. Er litt sein weiteres Leben lang an Syringomyelie. Er erhielt noch 1938 eine Anstellung als Lehrer in Minty in Ostpreußen. Vasovec beantragte am 27. Dezember 1940 die Aufnahme in die NSDAP und wurde am 1. Januar 1941 aufgenommen (Mitgliedsnummer 8.482.438). Er galt innerhalb der NSDAP als politisch unzuverlässig und wurde 1942 nach Unterpulsgau in der Untersteiermark strafversetzt. Von dort flüchtete er 1944 nach Wien. Vasovec zog zunächst 1946 nach Neudau und machte im darauffolgenden Jahr eine Lehrbefähigungsprüfung für Hauptschulen. Ab 1949 arbeitete er als Hauptschullehrer in Hartberg.
Er begann nun erste literarische Texte zu veröffentlichen. Darin befasste er sich mit dem Grauen des Krieges und Fragen der menschlichen Existenz. Seine 1958 veröffentlichte Erzählung Die Fahnenflucht gilt als erste literarische Veröffentlichung in Österreich zum Thema der Desertion, allerdings lediglich als Traumerlebnis, aus der deutschen Wehrmacht. Im Jahr 1964 wurde der Lehrer mit dem Berufstitel Professor im Schuldienst krankheitsbedingt pensioniert und übersiedelte in den Wiener Bezirk Floridsdorf. Er fand eine Anstellung in der Österreichischen Nationalbibliothek. Die 1969, 1978 beziehungsweise 1981 erschienene Roman-Trilogie Der Stein des Sisyphos, Sodom oder Das Vorbestimmte und das Zugefügte und Vom Ende der Welt gilt als sein Hauptwerk. Darin verknüpfte Vasovec geschichtsphilosophisch die österreichische Zeitgeschichte mit Elementen aus der antiken Mythologie und der Bibel. In seinen letzten Lebensjahren verschlechterte sich sein Gesundheitszustand immer weiter.
Ernst Vasovec starb im Alter von 76 Jahren und wurde am Friedhof Stammersdorf-Ort in Wien-Floridsdorf bestattet.

## Werke
- Der Weg hinab. Novellen. Schöningh, Paderborn 1949.
- Heimweg zu Agathe. Erzählung. Wancura, Wien/Stuttgart 1953.
- Das Unbegreifliche. Novelle. Schöningh, Paderborn 1953.
- Der verwunschene Weiher und sieben andere Erzählungen. Wancura, Wien 1953.
- Der silberne Leuchter. Gedichte. Europäischer Verlag, Wien 1954.
- Die Fahnenflucht. Zwei Novellen. Bergland, Wien 1958.
- Die göttliche Gelegenheit. Sechs Novellen. Bergland, Wien 1966.
- Der Stein des Sisyphus. Roman. Claasen, Hamburg/Düsseldorf 1969.
- Sodom oder Das Vorbestimmte und das Zugefügte. Roman. Schneekluth, München 1978, ISBN 3-7951-0515-3.
- Vom Ende der Welt. Roman. Schneekluth, München 1981, ISBN 3-7951-0744-X.
- Über den Rand hinaus. Erzählungen, Novellen. Schneekluth, München 1982, ISBN 3-7951-0793-8.
- Die viel zu große Gabe. In: Ernst Schönwiese (Hrsg.): Sinn und Sinn-Bild. Festschrift für Joseph P. Strelka zum 60. Geburtstag. Lang, Bern 1987, ISBN 3-261-03782-2, S. 335–342.
- Der Turm und andere Erzählungen. Drei-Ulmen-Verlag, München/Wien 1990, ISBN 3-926087-10-2.
- Vor dem Fenster die Nacht. Roman. Styria, Graz/Wien/Köln 1991, ISBN 3-222-12070-6.

## Preise und Ehrungen
- Österreichischer Förderungspreis für Literatur (1953)[9]
- Förderungspreis der Stadt Wien für Literatur (1965)
- Berufstitel Professor (1977)
- Sudetendeutscher Kulturpreis für Schrifttum (1977)
- Andreas-Gryphius-Preis (1981)[1]
- Mitgliedschaft PEN
- Straßenbenennung der Ernst-Vasovec-Gasse in Wien-Floridsdorf (2007)[10]